# مقاطعة هومبولت (كاليفورنيا)
مقاطعة هومبولت (بالإنجليزية: Humboldt County)‏ هي إحدى مقاطعات ولاية كاليفورنيا في الولايات المتحدة الأمريكية.

## أعلام
- أل سيمبسون
- مارشال برانت
- ميلتون ك. جاربر